# 매니 델카멘

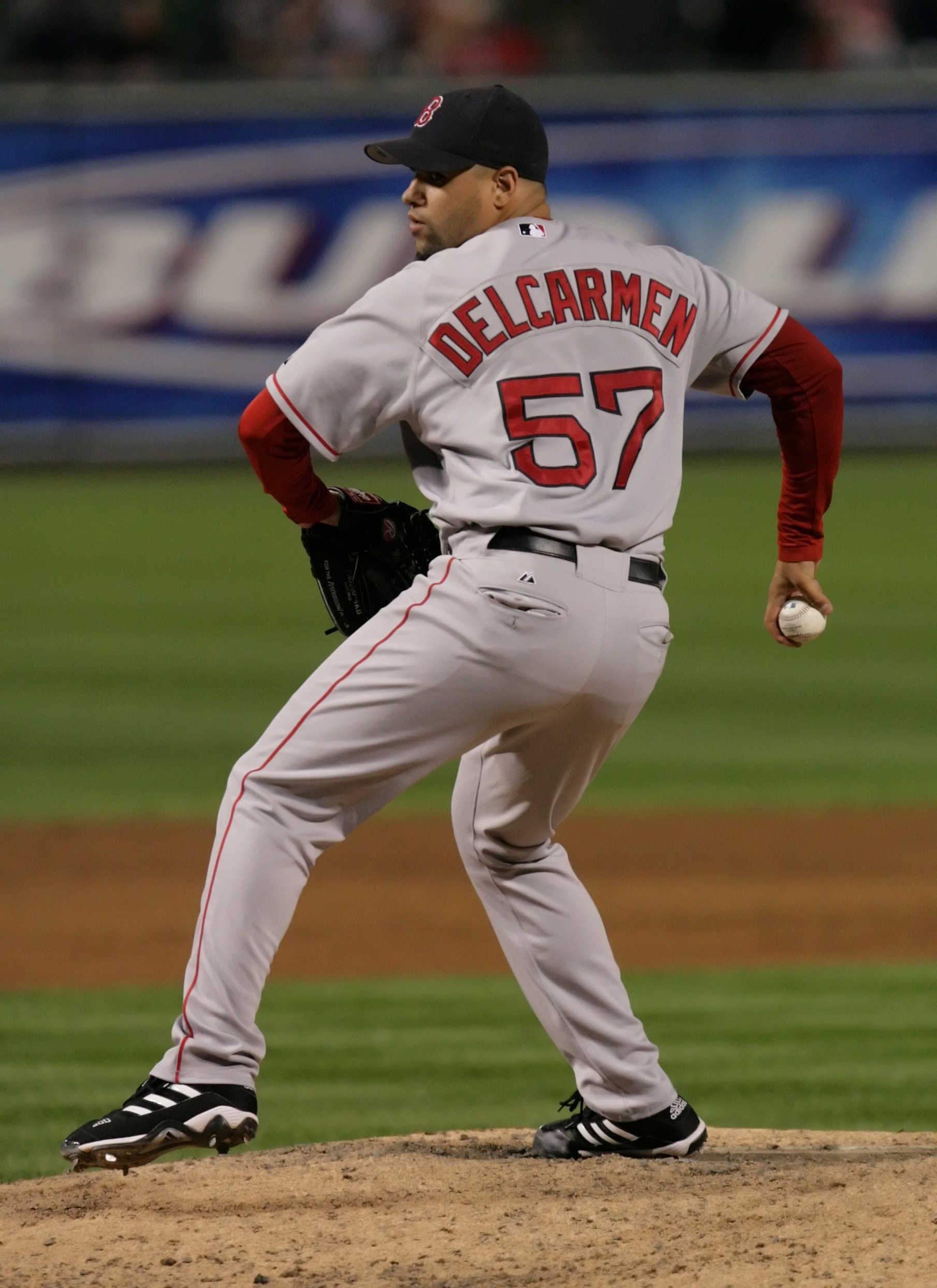
2006년 보스턴 레드삭스 소속의 델카멘

매뉴얼 델카멘(Manuel Delcarmen, 1982년 2월 16일 ~ )은 하이드 파크의 자존심(The Pride of Hyde Park)이라는 별명을 가진 미국의 전 야구 투수이다. 2005년부터 2010년까지 메이저 리그 베이스볼에서 보스턴 레드삭스와 콜로라도 로키스 소속으로 뛰었으며, 보스턴의 2007년 월드 시리즈 우승팀의 일원이었다. 2022 시즌 동안 보스턴의 피셔 칼리지에서 보조 코치로 재직했다.

## 어린 시절
델카멘은 매사추세츠주 보스턴의 하이드 파크 출신이며, 웨스트 록스베리 고등학교를 졸업했다.

## MLB 경력

### 보스턴 레드삭스
델카멘은 2000년 메이저 리그 베이스볼 드래프트에서 보스턴에 의해 2라운드에 지명되었다. 34년 만에 보스턴 공립 고등학교 출신으로는 첫 드래프티였다. 시즌을 더블 A 포틀랜드 시 독스에서 시작하여 31경기에서 4승 4패 3세이브 평균자책점 3.23을 기록했다. 트리플 A 포터컷 레드삭스로 승격된 후에는 9이닝 동안 12명의 타자를 삼진으로 잡고 평균자책점 3.00을 기록했다.
델카멘의 프로 경력은 90마일 중반의 속구와 훌륭한 커브 (야구)로 순항했지만, 2003년 5월 플로리다 스테이트 리그 경기에서 투구 중 팔 부상을 입어 토미 존 수술을 받아야 했다. 1년 후 마운드로 복귀했다. 수술 후 델카멘의 속구는 실제로 구속이 빨라져 최고 90마일 후반대를 기록했다. 델카멘은 좋은 제구력을 가지고 있었고, 괜찮은 체인지업과 그가 결정구로 사용한 매우 좋은 커브를 가지고 있었다.

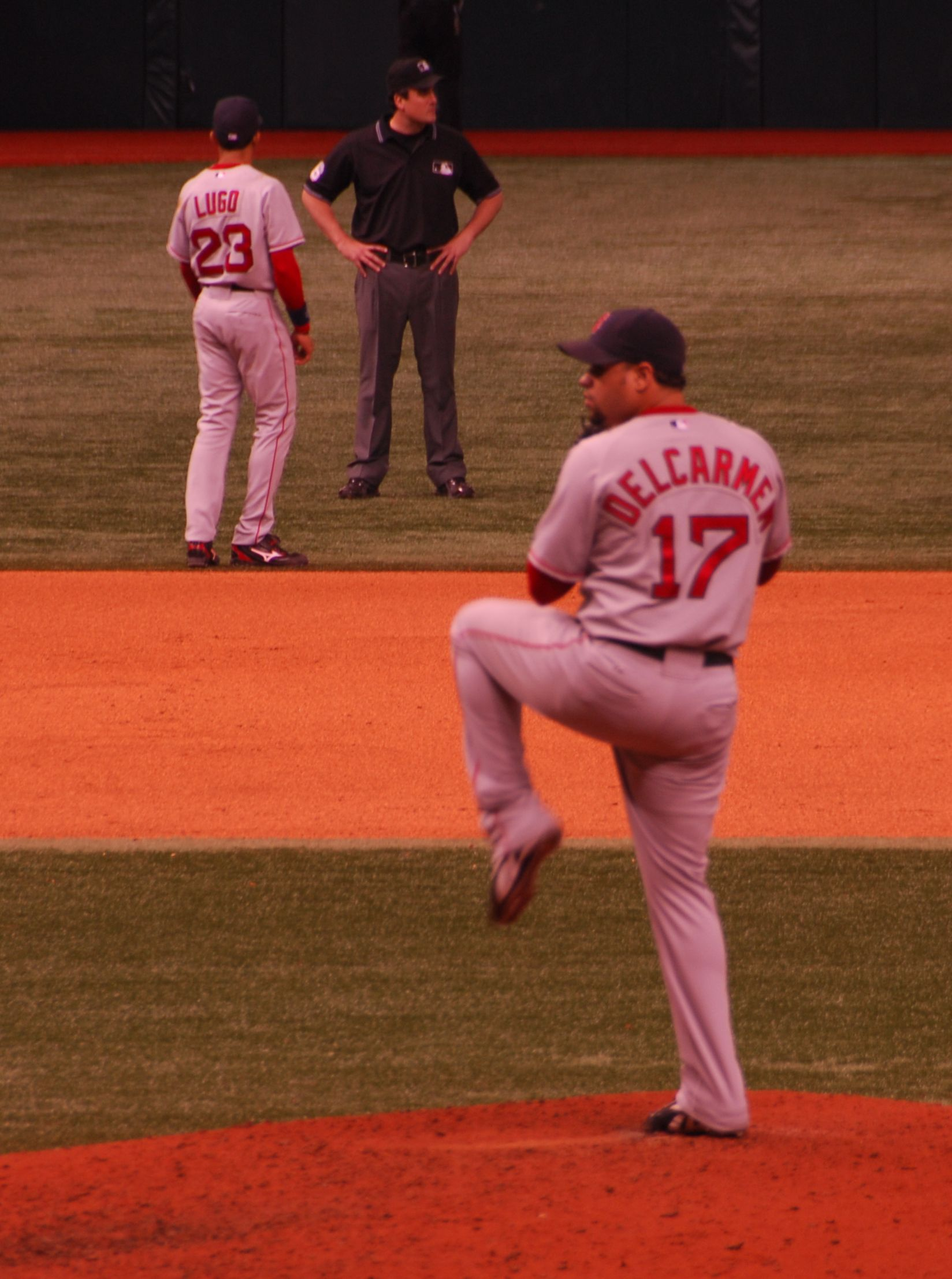
2007년 몸을 푸는 델카멘

2005년, 델카멘은 메이저리그에 10경기를 위해 호출되었다. 2005년 7월 26일에 레드삭스 소속으로 데뷔했다. 정규 시즌 동안 총 9이닝을 던지며 3.00의 평균자책점과 9개의 삼진을 기록했다.
2006 시즌을 포터컷에서 시작한 델카멘은 4월 22일 메이저리그로 다시 소환되었다. 6월 11일, 델카멘은 텍사스 레인저스를 상대로 2이닝을 구원 등판하여 첫 메이저리그 승리를 기록했다.
델카멘은 2007 시즌 동안 보스턴 로스터에서 오르락내리락했다. 구원 투수 브렌던 도넬리가 부상자 명단에 오르자 6월 17일 포터컷에서 다시 소환되었다. 7월 23일, 델카멘은 클리블랜드와의 레드삭스 6-2 승리에서 1⅓이닝 동안 무실점 구원 등판하여 첫 메이저리그 세이브를 기록했다. 2007 시즌을 메이저리그에서 44이닝 투구와 2.05 평균자책점으로 마쳤다. 2007년 플레이오프에서는 4⅓이닝을 던지며 4실점했고, 2007년 월드 시리즈 우승팀의 일원이었다.
집중적인 비시즌 훈련 후 델카멘은 15 파운드 (6.8 kg)을 감량했다. 테리 프랑코나 감독은 "그는 날씬하고 정말 좋아 보인다"고 말했다. 2008 시즌 동안 델카멘은 보스턴 소속으로 73경기에 출전하여 1승 2패, 2세이브, 3.27 평균자책점, 72삼진을 기록했다.
2009년 동안 델카멘의 기록은 64경기 출전 5승 2패, 4.53 평균자책점, 44삼진이었다. 2010 시즌을 보스턴에서 시작했으며, 48경기에 출전하여 3승 2패, 4.70 평균자책점, 32삼진을 기록했다.
전체적으로 델카멘은 레드삭스에서 6시즌 동안 289경기에 출전하여 11승 6패, 3세이브, 284⅓이닝 동안 243삼진을 기록했다.

### 콜로라도 로키스
2010년 8월 31일, 델카멘은 마이너 리그 투수 크리스 발콤-밀러와 트레이드되어 콜로라도로 이적했다. 델카멘은 2010 시즌 동안 로키스 소속으로 9경기에 출전하여 8⅓이닝 동안 6실점(6.48 평균자책점)을 기록하고 6삼진을 잡았다. 시즌 후 자유 계약 선수가 되었다.

### 시애틀 매리너스
2011년 2월 10일, 델카멘은 시애틀 매리너스와 마이너 리그 계약을 맺었다. 트리플 A 타코마 레이니어스 소속으로 18경기에 출전하여 2승 2패, 5.14 평균자책점을 기록하며 28이닝 동안 23개의 삼진을 잡았다. 델카멘은 5월 31일 매리너스 구단에서 방출되었다.

### 텍사스 레인저스
2011년 6월 2일, 델카멘은 텍사스 레인저스와 마이너 리그 계약을 맺었다. 트리플 A 라운드 록 익스프레스로 배정되었다. 델카멘은 7월 13일, 익스프레스 소속으로 8경기에 출전하여 6.75 평균자책점을 기록한 후 방출되었다.

### 뉴욕 양키스
2012년 1월 27일, 델카멘은 뉴욕 양키스와 마이너 리그 계약을 맺었다. 또한 스프링 캠프 초청을 받았다. 델카멘은 2012 시즌을 트리플 A 스크랜턴/윌크스배러 양키스에서 보냈다. 시즌 후 11월 2일 자유 계약을 선택했다.

### 볼티모어 오리올스
2013년 1월 28일, 델카멘은 볼티모어 오리올스와 마이너 리그 계약을 맺었다. 2013 시즌 동안 트리플 A 노퍽 타이즈에서 48경기에 출전하여 3승 3패, 2.83 평균자책점을 기록했다. 시즌 후 11월 4일 자유 계약 선수가 되었다.

### 워싱턴 내셔널스
2013년 12월 2일, 델카멘은 워싱턴 내셔널스와 스프링 트레이닝 초청이 포함된 마이너 리그 계약을 맺었다. 2014년과 2015년 시즌 동안 트리플 A 시러큐스 치프스에서 뛰었다. 델카멘은 2015년 6월 7일 내셔널스 구단에서 방출되었다.

### 디아블로스 로호스 델 멕시코
2015년 7월 2일, 델카멘은 멕시코 야구 리그의 디아블로스 로호스 델 멕시코와 계약했다. 멕시코 소속으로 15경기에 출전하여 1승 0패, 3.06 평균자책점을 기록하며 17⅔이닝 동안 13개의 삼진을 잡았다. 델카멘은 2016년 2월 2일 디아블로스에서 방출되었다.

### 사라페로스 데 살티요
2016년 4월 1일, 델카멘은 멕시코 야구 리그의 사라페로스 데 살티요와 계약했다. 살티요 소속으로 2경기에 출전하여 1승 0패, 4.50 평균자책점을 기록하며 2이닝 동안 무삼진 1세이브를 기록했다. 델카멘은 4월 7일 사라페로스에서 방출되었다.

### 브리지포트 블루피시
2017년 4월 4일, 델카멘은 독립 애틀란틱 리그의 브리지포트 블루피시와 계약했다. 블루피시 소속으로 59경기에 출전하여 3승 2패, 4.40 평균자책점을 기록하며 57⅓이닝 동안 54삼진 9세이브를 기록했다.

### 뉴 브리튼 비즈
2017년 11월 1일, 델카멘은 브리지포트 선수 분산 드래프트에서 뉴 브리튼 비즈에 지명되었다. 2018년 3월 20일, 공식적으로 팀과 계약했다. 델카멘은 5월 31일 비즈 소속으로 한 경기에 등판한 후 프로 야구에서 공식적으로 은퇴했다. 보스턴 레드삭스의 스튜디오 분석가 기회를 추구할 것이라고 발표했다. 델카멘은 비즈 소속으로 12경기에 출전하여 10⅔이닝 동안 7삼진에 6.75 평균자책점으로 고전했다.

## 비 MLB 경력

### 윈터 리그 야구
델카멘은 2015-2016년과 2016-2017년 겨울 시즌 동안 멕시코 태평양 리그의 베나도스 데 마사틀란에서, 2017-2018년 겨울 시즌 동안 베네수엘라 프로 야구 리그의 티부로네스 델 라 구아이라에서 뛰었다.

### 대학 야구 코치
2021년 9월, 델카멘은 보스턴의 피셔 칼리지 코칭 스태프에 야구 보조 코치로 합류했다. 2023 시즌에는 돌아오지 않았다.